# Microhoria leonhardi
Microhoria leonhardi là một loài bọ cánh cứng trong họ Anthicidae. Loài này được Krekich-Strassoldo miêu tả khoa học năm 1913.